# Neohaemonia nigricornis
Neohaemonia nigricornis är en skalbaggsart som först beskrevs av Kirby 1837.  Neohaemonia nigricornis ingår i släktet Neohaemonia och familjen bladbaggar. Inga underarter finns listade i Catalogue of Life.